# アンティーク着物

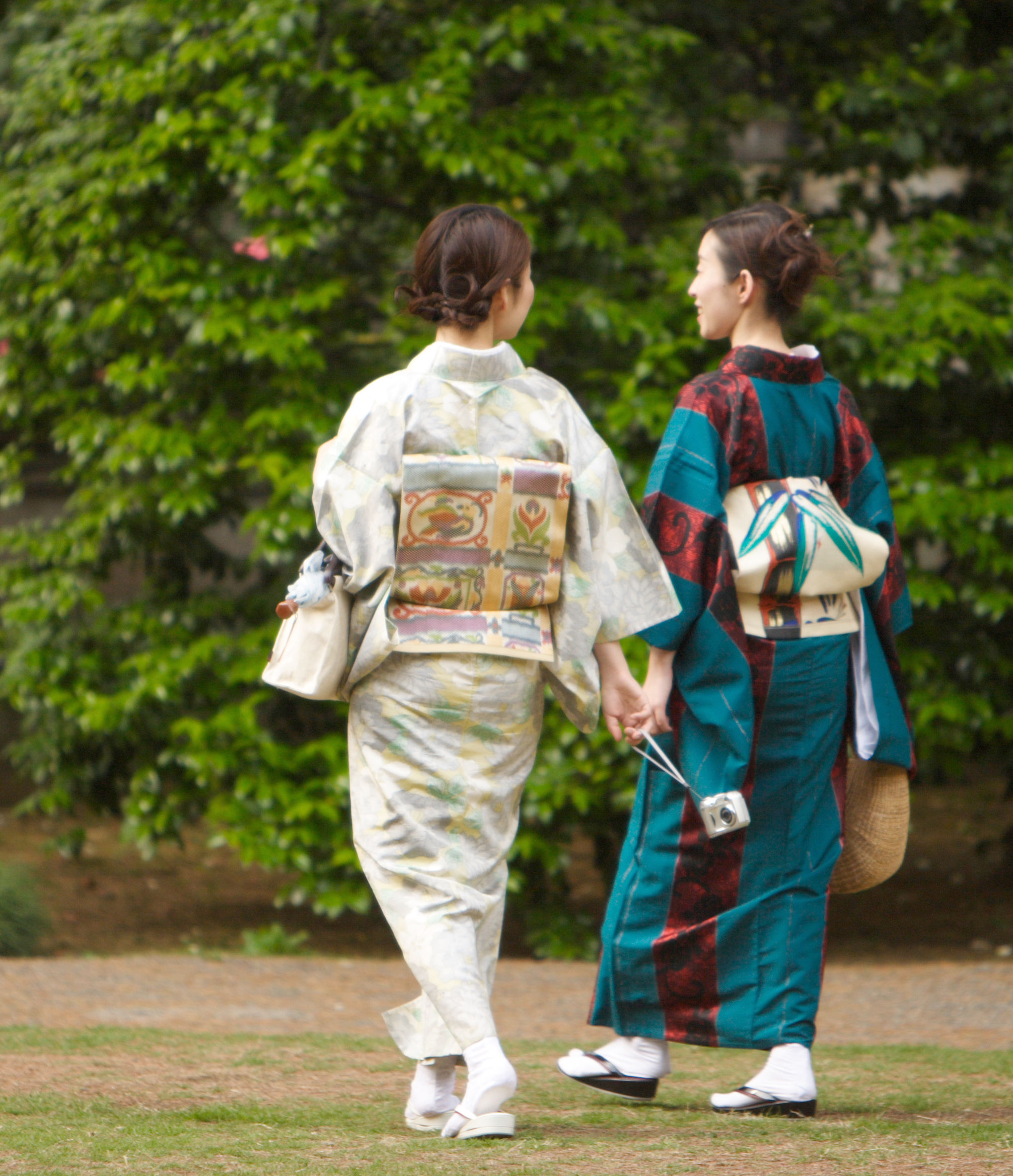
アンティーク着物を着こなす女性たち

アンティーク着物（アンティークきもの）とは昭和初期以前に作られた着物（和服）のうち、特に状態の良いものを指す。

## 概要
大正ロマンや昭和モダンと呼ばれる花柄や幾何学模様、アール・デコを意識したデザインなどが近年のレトロブームで再評価されている。アンティーク着物は日本人が日常的に着物を着ていた頃に制作されたものであり、現代では再現困難な素材や染色方法を使用しているものも多い。胴裏に紅絹を使ったものも多い。
並以下の状態のものは骨董市などで安価で入手できるが、状態の良いもの・質の高いものは専門の呉服店等で扱われる場合もあり、価格も数十万円から数百万円と高価である。ただしこうした場合であっても、同等の技術で新しい着物を仕立てるよりははるかに安価である。
アンティーク着物を展示している美術館として、日本きもの文化美術館、本郷美術骨董館、ハリリ・コレクションの着物などがある。

### ハリリ・コレクション着物ギャラリー

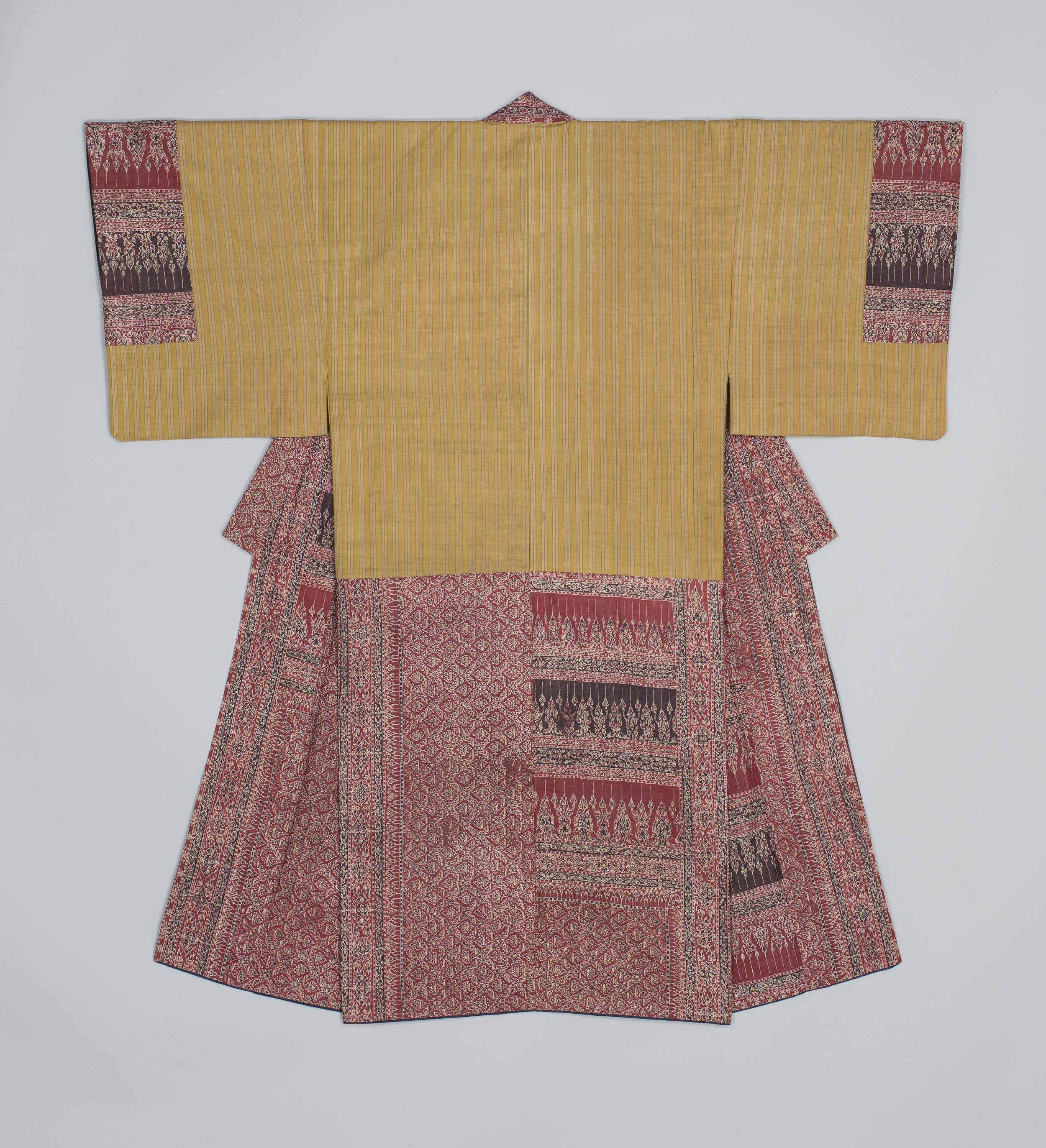
1800～1850
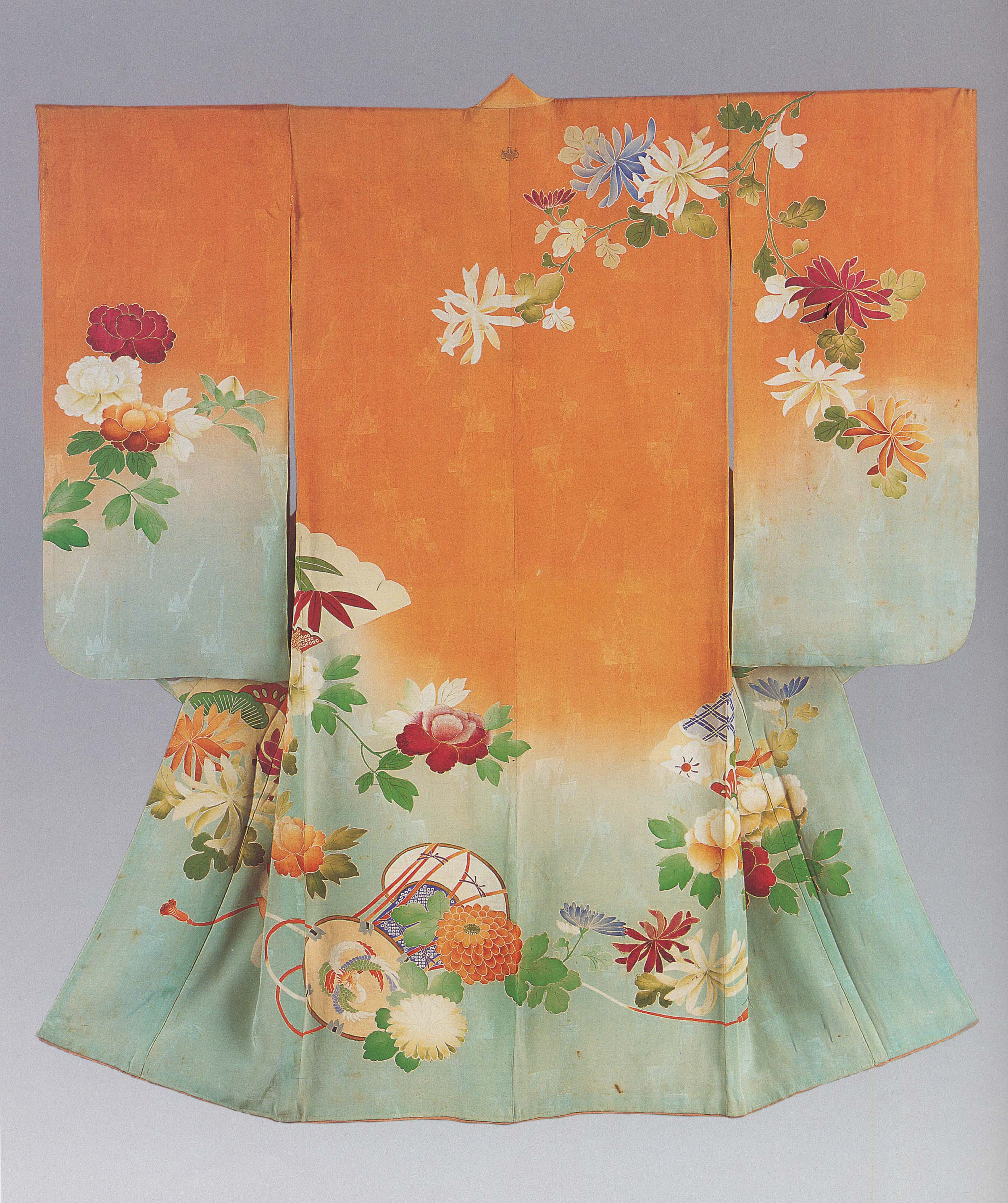
1912～1926
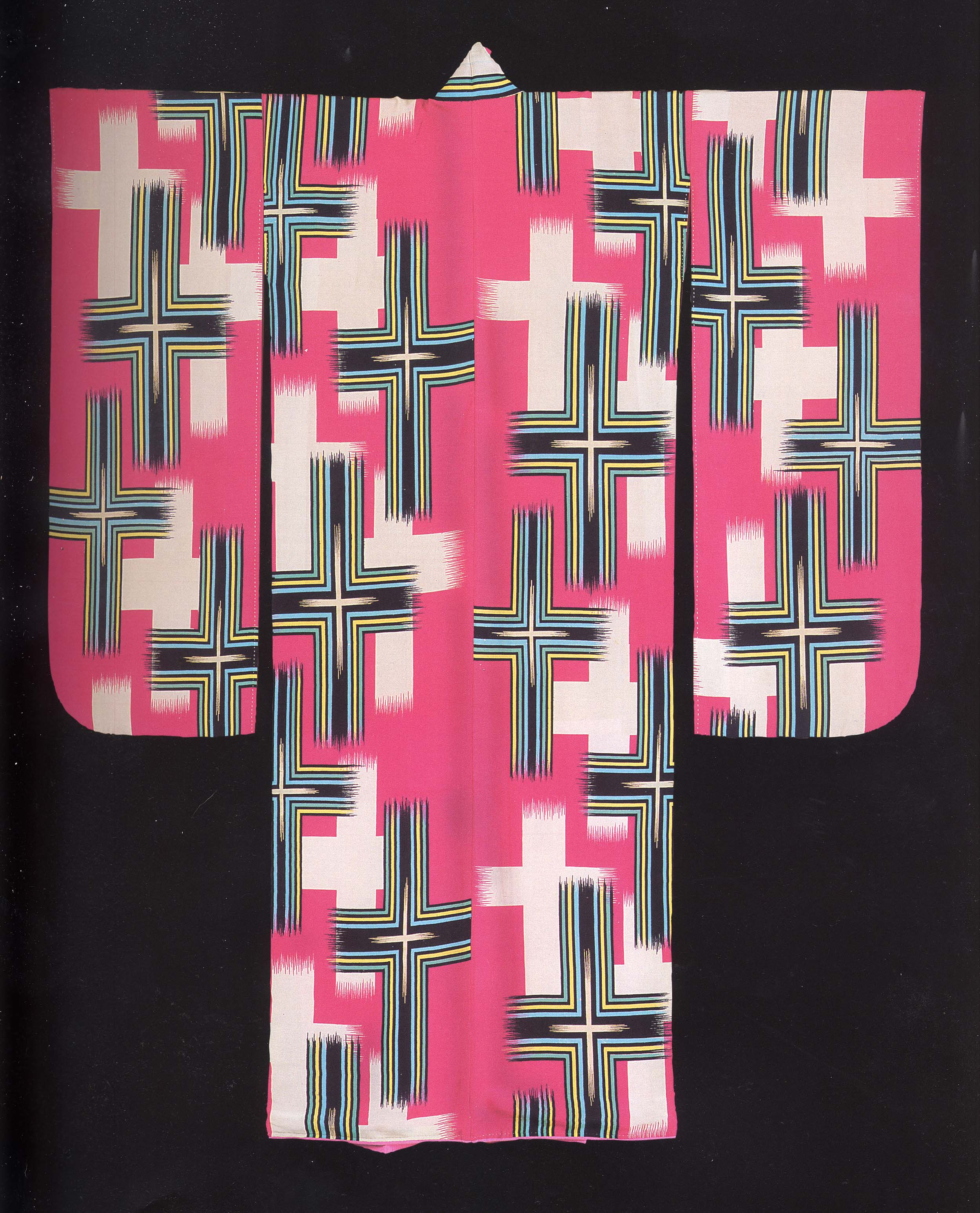
1920～1940
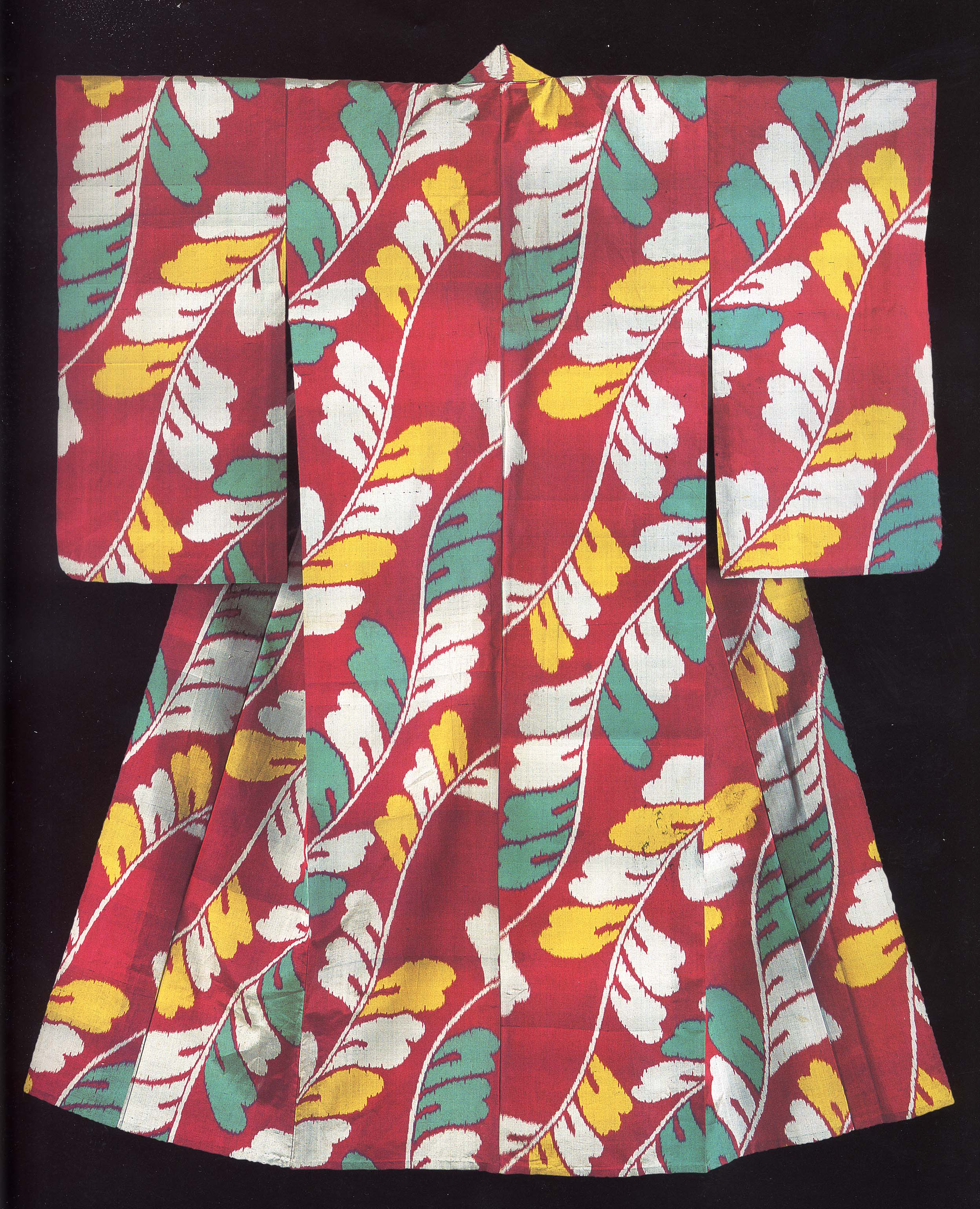
1920～1940
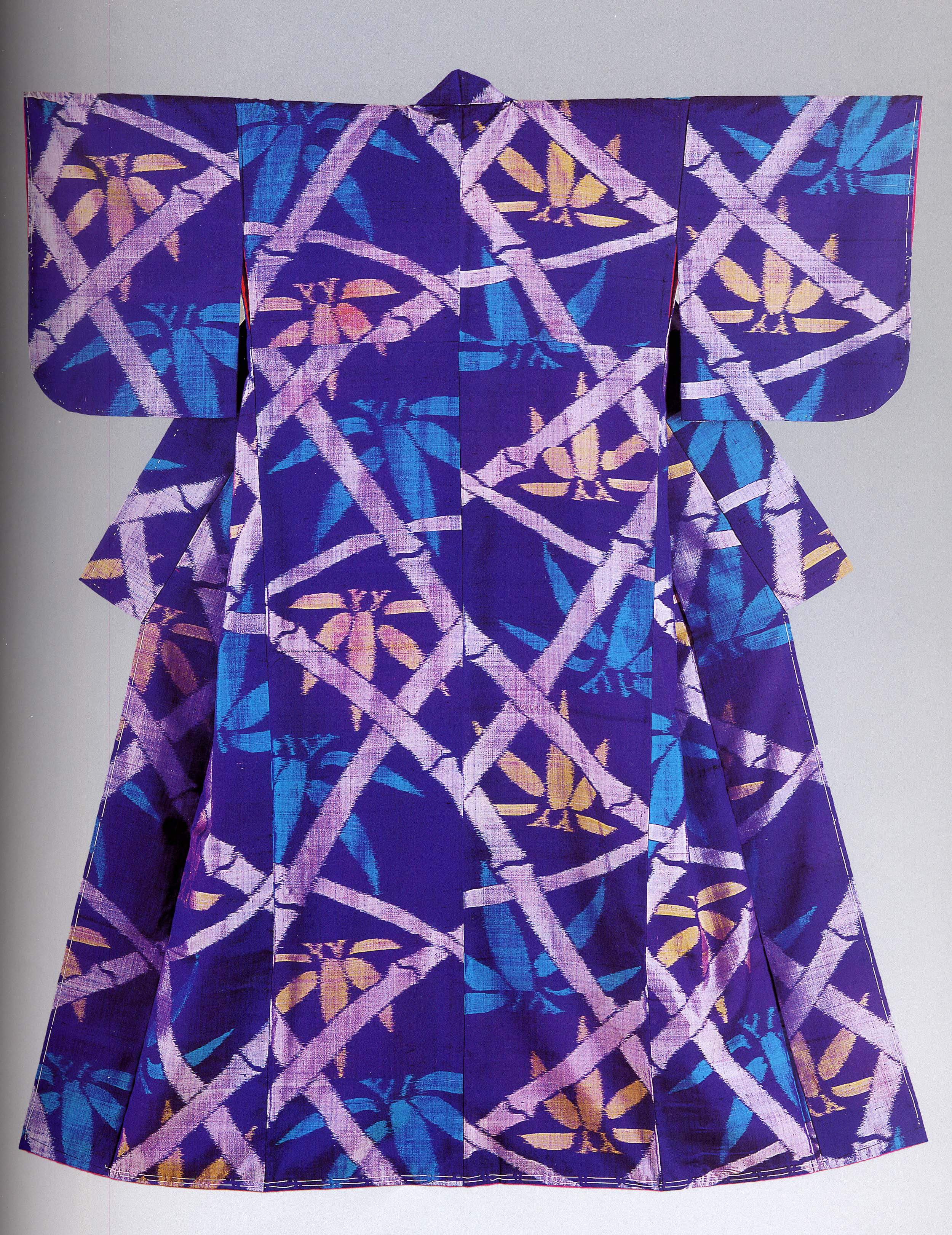
1920～1940
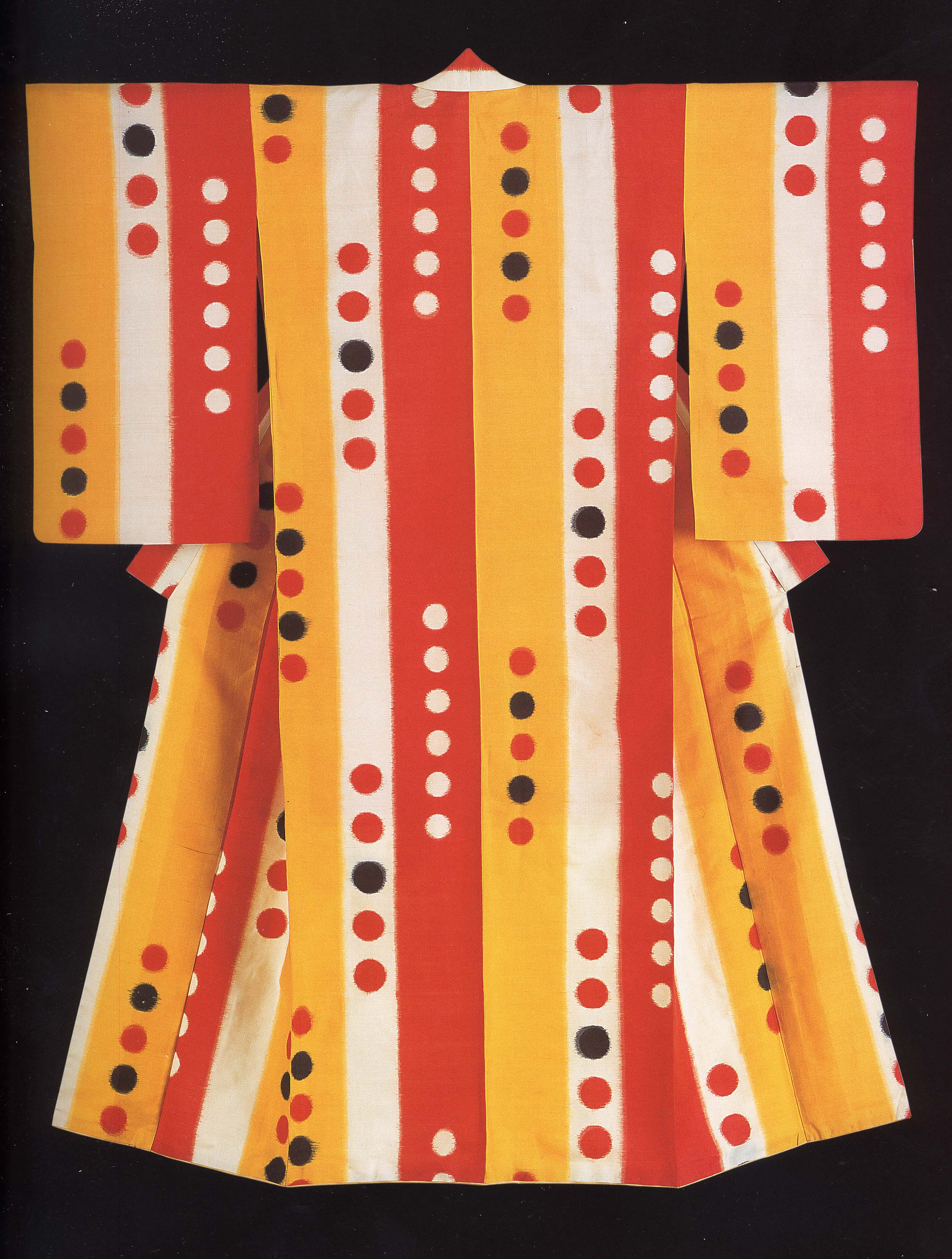
1920～1940

## リサイクル着物

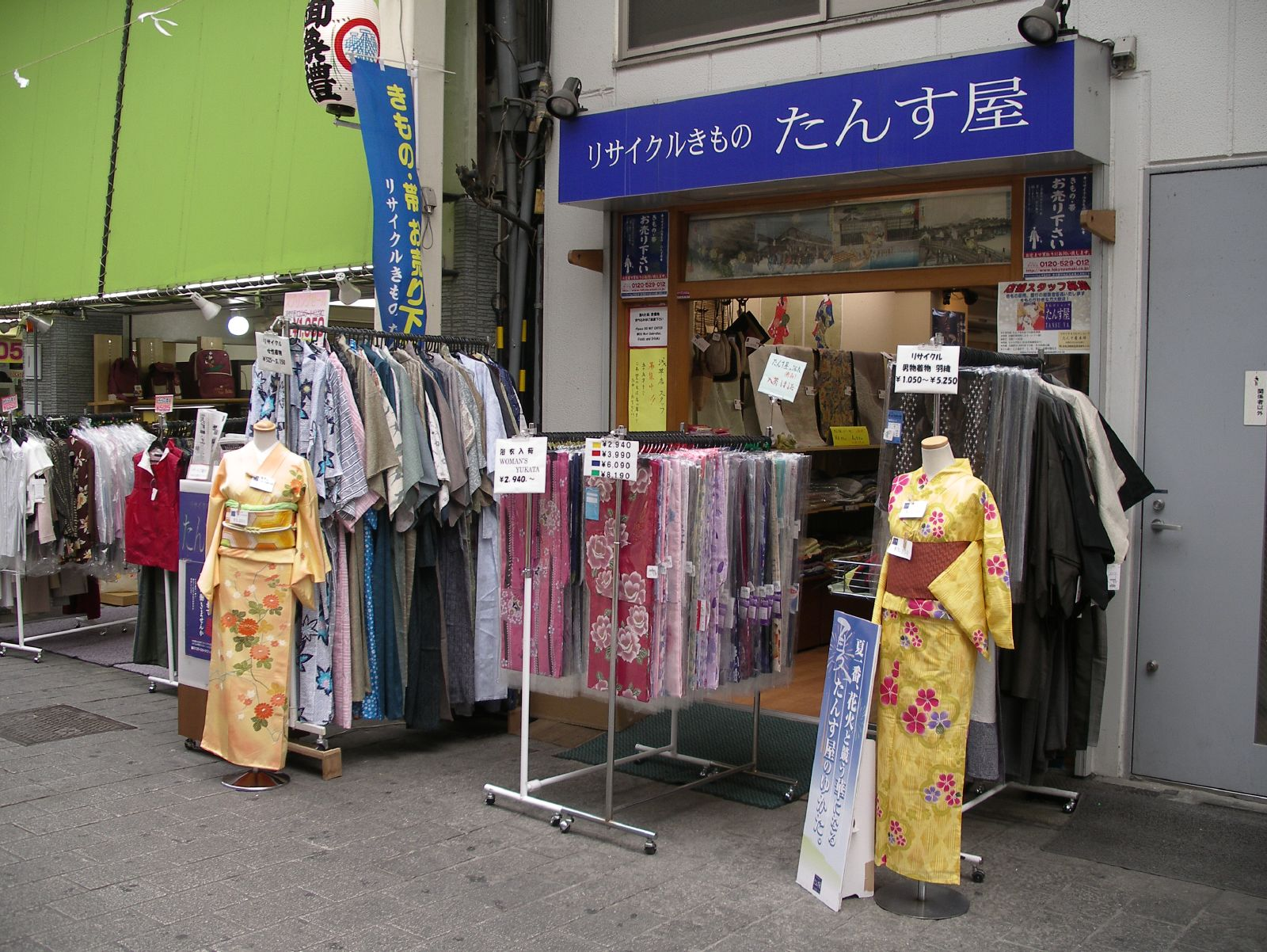
リサイクル着物店の例

アンティーク着物に対して、おおむね昭和30 - 40年代頃の、制作年代がそれほど古くはない中古着物をリサイクル着物と呼ぶ。アンティーク着物は傷みなどがあっても高価で取引されることがあるが、リサイクル着物は、状態が良いものであっても、概してアンティーク着物よりもずっと安価である。
江戸時代から戦前頃までは、和服は、新品の反物から誂える以外は、中古品を古着屋で購入するのが一般的であった。戦後、和服が日常着ではなくなると、従来の古着屋は事業として成立しなくなり、そこで扱われていた古着は一般の古物商などで売買されることとなる。現代の「たんす屋」などのリサイクル着物ショップは、いわば着物流通形態の先祖返りともいえる。
アンティーク着物、リサイクル着物とも、近年はネットショップやインターネットオークションなどで売買されることが増えている。